# Rhadinella donaji
Rhadinella donaji es una especie de serpiente perteneciente a la familia Dipsadidae. El nombre de la especie está dedicada a la Princesa Donají, quien acorde a la leyenda zapoteca era la hermosa nieta del último gran rey de la civilización zapoteca Cosijoeza.

## Clasificación y descripción
La cabeza es sólo ligeramente distinta del cuello. El patrón de la cabeza en sí es diagnóstico de todas las especies de Rhadinella, y consiste de un dorso mayoritariamente pálido con manchas irregulares seguidas de un inmaculado collar pálido. R. donaji puede ser fácilmente distinguida de todas las demás especies del género como R. hannsteini y R. kinkelini las cuales poseen un patrón corporal distintivo de rayas longitudinales.
Entre las características que definen a R. donaji se incluyen 7 supralabiales; tercera y cuarta infralabiales contactando a las geniales posteriores; 166 ventrales en el único macho conocido. Una cabeza mayoritariamente pálida con relativamente poca acumulación de moteado café. Un collar pálido que se extiende tres escamas posterior a la última supralabial; una extremadamente borrosa línea vertebral oscura que incluye únicamente la hilera de escamas vertebrales.

## Distribución
Solamente conocida de la localidad tipo en 13,6 km al suroeste de Villa Sola de Vega, 16,454873 N, -97,002701 W, 2195 m s. n. m. algunas veces llamado San Miguel Sola de Vega, Oaxaca, México.

## Hábitat
La localidad tipo es una región altamente kárstica con muchas crestas y cimas filosas. El paisaje está cubierto por bosque de pino-encino y en algunas áreas la hojarasca se acumula en las grietas de las rocas. 